# Dolichoderus anthracinus
Dolichoderus anthracinus é uma espécie de formiga do gênero Dolichoderus.